# Jean-Michel Kajdan
 (novembre 2011).
Jean-Michel Kajdan, né en 1954 à Paris, est un guitariste et bassiste de blues, jazz et rock, compositeur, arrangeur français, directeur musical et sociétaire professionnel de la SACEM.
Jean-Michel Kajdan s'est vu décerner le grade de chevalier de l'ordre des Arts et des Lettres par la ministre de la Culture Aurélie Filippetti, au titre de la promotion de janvier 2013, puis celui d'officier des Arts et des Lettres, par le ministre de la Culture Franck Riester, au titre de la promotion de janvier 2020
Il est considéré par ses pairs comme l'un des chefs de file d'un nouveau courant guitaristique hexagonal dans le domaine du blues, du jazz et des musiques actuelles, appelé "blues moderne".
Ancien membre du conseil d'administration de l'ADAMI et de son association artistique, du Fonds d'action et d'initiative rock, des commissions disque et internet du Fonds pour la création musicale, de la commission variétés de l'ADAMI, des commissions variétés et autoproductions de la SACEM, Jean-Michel Kajdan a été également membre de la commission des programmes de la société, élu par l'assemblée générale pour un mandat de 3 ans, de 2013 à 2016. Il préside cette commission sur l'exercice 2015/2016. 
En 2017, Jean-Michel Kajdan est réélu à la Commission des Programmes pour un deuxième mandat de 3 ans et présida à nouveau cette commission sur l'exercice 2018/2019.
Fin 2013, Jean-Michel Kajdan est recruté par François Vion pour enseigner la guitare au sein du Conservatoire à rayonnement régional de Paris, dans le cadre du cycle spécialisé pour la préparation au DEM (diplôme d'études musicales), du cycle préparatoire à l'enseignement supérieur et dans celui du pôle supérieur de Paris-Boulogne-Billancourt PSPBB, pour la préparation au DNSPM (diplôme national supérieur professionnel de musicien), du département Musiques actuelles amplifiées I arts de la scène.
En 2015, il se voit attribuer le poste de chargé de coordination musiques actuelles amplifiées/jazz et musiques improvisées au CRR de Paris pour le cycle spécialisé (CS) et le cycle préparatoire à l'enseignement supérieur (CPES). 

## Biographie
Ce sont les guitaristes manouches de la Place de la Réunion qui insuffleront à Jean-Michel Kajdan le goût de la musique. Son cheminement artistique l'éloignera peu à peu de ces racines pour l'emmener vers le british blues de la fin des années 1960 (sous l'influence d'Eric Clapton, Jeff Beck, Peter Green, Jimi Hendrix, puis plus tard vers le jazz (Charlie Christian, Wes Montgomery, Jimmy Raney ou René Thomas...) et la musique californienne (Larry Carlton, Robben Ford), pour ne citer que les guitaristes qui auront influencé son style.
Jean-Michel Kajdan aura mené deux carrières en parallèle : celle de sideman ou musicien de studio et celle d'un artiste-interprète auteur-compositeur, toujours accompagné de son instrument fétiche, une Fender Stratocaster Série L de 1964.
On a pu voir ou écouter Jean-Michel Kajdan aux côtés de Michel Jonasz, Catherine Lara, Joe Dassin, Louis Chedid, Alain Chamfort, Robert Charlebois, Coluche, Lionel Richie, Eddy Mitchell, Didier Lockwood, Eddy Louiss, Benoît Widemann, Omar Hakim, Steve Gadd, Maurane, Abraham Laboriel, Tony Williams, Luis Conte, Loïc Pontieux, Gotainer, Demi Evans, Véronique Sanson, Patrick Bruel, Murray Head, Laurent Vernerey, Jean-Jacques Milteau, Skye, Louis Bertignac, Renaud, Ramon Pipin, François Vion...
C'est sa guitare acoustique que l'on entend dans la BOF du film Le Grand Bleu, sa guitare électrique, dans les films Subway, Clara et les Chics Types ou la Passerelle.
Jean-Michel Kajdan aura été l'invité de Larry Carlton au Montreux Jazz Festival de 1998 et celui du groupe anglais The Yardbirds pour leur tournée française de 2008.
Kajdan a rejoint en 2008 également, le groupe Maison Klaus, qui se produit de temps à autre dans les clubs parisiens et les festivals.
Jean-Michel Kajdan se produit ponctuellement avec Jim McCarty, le batteur des Yardbirds et a participé en 2009 à l'enregistrement de son album Sitting On The Top Of Time en tant qu'invité, aux côtés de Steve Hackett.
En 2011, il monte un nouveau trio, le Kajdan Rough Trio, en compagnie de Jean-Christophe Calvet à la batterie et de Laurent David à la basse dont le premier album "In a New Light" est sorti en mars 2013,. Pour le recto de sa pochette, Kajdan a fait appel à la peintre contemporaine Acko, laquelle a créé une toile originale pour cette occasion.
OnOff, le deuxième album du trio David/Calvet/Kajdan enregistré "live" en studio a vu le jour le 23 octobre 2015. La pochette a été réalisée par l'infographiste Elliott Kajdan. Une série de concerts et de festivals, dont le New Morning à Paris et le Festival de Guitare de Puteaux suivront la sortie de l'album.

## Prix et récompenses
- 2013 :  Chevalier de l'ordre des Arts et des Lettres
- 2020 :  Officier de l'ordre des Arts et des Lettres

## Discographie solo
- 1978 : First Step
- 1982 : Mummy !
- 1990 : Bluescales
- 1992 : Blue Noise
- 1998 : J'veux trouver ma ligne
- 2013 : In a new light
- 2015 : OnOff